# إرنست فلويد
كان الدكتور إرنست ويليام فلويد (1876 - 15 يناير 1930)، طبيبًا بريطانيًا وجامعًا للطوابع معروفًا بالإضافة إلى كونهِ من هواة جمع الطوابع، وهو معروف بتوقيعه على قائمة هواة جمع الطوابع المتميزين في عام 1927.

## جمع الطوابع
كان فلويد متخصصًا في طوابع بريطانيا العظمى المنقوشة بالخطوط، وخاصةً طوابع بيني بلاك، كما جمع أيضًا طوابع بلاد الشام البريطانية، والولايات الكونفدرالية، وبيرجيدورف، وهليغولاند، ومودنة، وباربادوس. بيعت مجموعتهُ من طوابع بيني بلاك إلى تشارلز نيسن نظراً لخدمتهِ كطبيب خلال الحرب العالمية الأولى، ولكن من غير الواضح ما إذا كان قد خدم أم لا. فاز بعدد من الميداليات في مسابقات الطوابع الدولية. قيل عن فلويد إنه كان يتمتع بنظرة ثاقبة للغاية في اكتشاف أي انحراف عن النمط، وقد انعكس ذلك في المساهمة المهمة التي قدمها في جهود طلاء بيني بلاك. كان من أشد الداعمين لجمعية مانشستر لهواة جمع الطوابع، وعضوًا في الجمعية الملكية لهواة جمع الطوابع في لندن منذ عام 1916.